# El Niño Gusano
El Niño Gusano fou un grup espanyol de pop independent format el 1993 per Sergio Vinadé, Sergio Algora, Mario Quesada i Andrés Perruca, al qual el 1997 s'hi afegí Paco Lahiguera. Sergio Vinadé i Andrés Perruca van formar un nou grup, Tachenko.

## Membres
- Sergio Algora - Veu
- Sergio Vinadé - Guitarra i Teclats
- Paco Lahiguera - Guitarra
- Mario Quesada - Baix
- Andrés Perruca - Bateria

## Discografia

### Discs
- Circo luso. Grabaciones en el mar, 1995.
- El efecto lupa. Grabaciones en el mar / RCA, 1996.
- El escarabajo más grande de Europa. BMG, 1998.
- Fantástico entre los pinos (doble CD) Grabaciones en el mar / BMG, 2000.
- Como duele hacer el pino entre los pinos (doble CD) Grabaciones en el mar / BMG, 2001.
- Oruga mala mariposa fea (CD+DVD) Grabaciones en el mar / BMG, 2006.

### EPs
- Palencia epé (EP 7"). Grabaciones en el mar, 1994 (No editado en formato CD)
- Bernadutz EP. Grabaciones en el mar, 1995. (EP en formato CD)
- Veo estrellitas (10"). Grabaciones en el mar, 1997. (No editado en formato CD)

### Singles
- Pon tu mente al sol. Grabaciones en el mar, 1996.
- Mr. Camping. Grabaciones en el mar, 1997.
- Lourdes. BMG, 1999.
- Ahora feliz, feliz. BMG, 1999.

### Discos Homenatge
- Pana, pijama, lana. Tributo a El Niño Gusano (doble CD) Grabaciones en el mar, 2004